# 歌謡スポット
以下の｢歌謡スポット｣を本項で詳述する。
1. 歌謡スポット編集社が編集・発行している、カラオケ専門情報誌。
2. テレビ宮崎で放送されていたミニ番組。

## 雑誌の『歌謡スポット』
歌謡スポット（かようすぽっと）、は歌謡スポット編集社が編集・発行、スポット・ミュージック・エンターテインメントが発売する月刊誌であり、愛知県三河地方最大の「カラオケ専門情報誌」の名称。
愛知県、三河・尾張・名古屋のほか大阪版、静岡版と地域拡大中のカラオケ情報誌である。
”カラオケファンのためのかわら版”というのが基本コンセプトであり、記事は、カラオケ会派情報、カラオケ喫茶イベント情報、カラオケ大会・発表会情報、に特化して掲載されている。
創刊は2003年(平成15年)、2013年(平成25年)に創刊10周年の節目にあわせて、本誌を大幅にリニューアル。より地域性を持たせた内容となっている。

### 読者層
カラオケに興味のある個人および団体

### 雑誌内容
カラオケ・歌謡曲関連

## テレビ宮崎の『歌謡スポット』
歌謡スポット (かようすぽっと)、はテレビ宮崎で1975年4月9日から2001年3月31日(4月1日未明)(1977年5月から1981年4月まで休止期間あり)まで放送開始後、放送終了前に放送されていたミニ番組である。

### 概要
テレビ宮崎の放送終了前に2曲歌謡曲を流すミニ番組、映像には宮崎の観光地などが流れる。番組終了後(主に1990年代)はJAROのCM(握手編)(1998年まで流されたが、大阪市の電話番号9桁→10桁変更の為1999年からは公共広告機構に差し替えられる)を挟んだ後エンディングを放送しカラーバーをしばらく流した後に停波となる(不定期に試験電波を発射する為にテストトーンと共にカラーバー上部左側に“試験電波発射中”と表示する事もあった)。
80年代頃のオープニングはブルーバックに白文字で｢歌謡スポット｣と書かれた静止画、エンディングはその上に｢終｣の表示が入る。番組末期は白バックに赤文字で｢歌謡スポット｣とマイクのロゴが書かれた静止画、エンディングは先代同様その上に水色文字で｢終｣の表記が入る。
放送開始から1977年4月までは、当日の放送開始後(朝7時台)でも放送されていた。

### 本番組で流れた曲
1曲目
いずれも宮崎県農協連イメージソング。
- 明日に向かってはばたく宮崎
- 明日に向かって～輝け宮崎～
- 南のパラダイス（現在は宮崎放送『青果物市況』にて歌詞なしバージョンが使用されている。）
- いいこ

2曲目
- 咲かない花
- ねんねの風
- 大淀川慕情